# Novalena pina
Novalena pina är en spindelart som beskrevs av Chamberlin och Ivie 1942. Novalena pina ingår i släktet Novalena och familjen trattspindlar. Inga underarter finns listade i Catalogue of Life.